# Émile Duboc
Émile Duboc, né le 8 juillet 1852 à Barentin (Seine-Maritime) et mort le 31 janvier 1935 à Saint-Germain-en-Laye, est un officier de marine français.

## Biographie
Brillant élève au collège impérial de Dieppe, il entre à l'École navale en 1869. En 1874, il explore le cours de l'Ogooué au Gabon. Il est nommé enseigne de vaisseau le 27 avril 1875. En 1881, Ferdinand de Lesseps lui confie la direction des études hydrographiques de l'embouchure du canal de Panama. Promu lieutenant de vaisseau en 1883, il est blessé en Indochine au combat du Pont-de-Papier où le commandant Rivière trouve la mort. Il exerce ensuite les fonctions d'aide de camp du général de brigade Alexandre-Eugène Bouët en Cochinchine, avant de devenir second du croiseur Chateaurenault. Il participe au combat de Shipu en 1885 sur le cuirassé Bayard et s'y distingue en coulant la frégate chinoise Yuyuan le 15 février.
En 1902, il est nommé membre du conseil supérieur de la marine marchande.
Il est membre de la Société de géographie, de la Société centrale de sauvetage des naufragés et, en 1904, est nommé membre de l'Académie des sciences, belles-lettres et arts de Rouen.
Pendant la Première Guerre mondiale, il dirige un hôpital militaire de la Croix-Rouge.
Il habite au 61 rue Jean-de-La-Fontaine à Paris.
Il meurt à l'âge 82 ans à l'orphelinat des Franciscains de Saint-Germain-en-Laye où il s'était retiré. Ses obsèques sont célébrées à l'église d'Auteuil et il est inhumé au cimetière nouveau de Neuilly-sur-Seine. Sa tombe est ornée d'un médaillon dû à Robert Delandre.

## Hommages
Une rue à Barentin et une autre à Dieppe honorent la mémoire du commandant Émile Duboc. Une statue de Émile Duboc due à Henri Lagriffoul se trouve à Barentin.
Son nom a été donné à un aviso, le Commandant Duboc.

## Distinctions
- Chevalier de la Légion d'honneur (30 octobre 1884).
- Officier de la Légion d'honneur (27 février 1885)[3]. La médaille lui est remise par l'amiral Courbet.
- officier de l'ordre royal du Cambodge
- Médaille commémorative de l'expédition du Tonkin
- Officier de l'Instruction publique.
- officier de l'ordre du Médjidié
- Commandeur de l'ordre du Nichan Iftikhar
- chevalier de l'ordre militaire de Saint-Benoît d'Aviz
- grand prix à l'exposition coloniale de Marseille (1922)
- diplôme d'honneur du ministère des colonies, exposition coloniale de Paris (1932)

## Écrits
- Croquis du fleuve Ogooué, du lac Z'onengué, et du fleuve Remboë, Paris, Société de géographie, 1884
- L'Affaire de Sheï-Poo, Paris, Henri Gautier, coll. « Bibliothèque de souvenirs & récits militaires », 1897, 32 p., broché
- La mort héroïque du commandant Rivière, Paris, H. Gautier, 1897, 32 p.
- Du droit de visite en temps de guerre, Paris, A. Pedone, 1897, 23 p.
- Le droit de visite en temps de paix, Paris, L. Baudoin, 1898, 27 p.
- 35 mois de campagne en Chine et au Tonkin, Courbet-Rivière (1882-1885) (préf. Pierre Loti), Picard, 1899, 324 p.Prix Montyon
- Le Droit de visite et la Guerre de course, Paris, Nancy, Berger-Levrault, 1902, 295 p.

## Pour approfondir